# At Last (chanson)
 (janvier 2021).
Si vous disposez d'ouvrages ou d'articles de référence ou si vous connaissez des sites web de qualité traitant du thème abordé ici, merci de compléter l'article en donnant les références utiles à sa vérifiabilité et en les liant à la section « Notes et références ».
Pour les articles homonymes, voir At Last.
Singles de Etta James
Spoonful
(1960) Don't Cry Baby
(1961)
At Last est une chanson de blues datant de 1941 écrite par Mack Gordon (en) et Harry Warren pour le film musical Ce que femme veut (Orchestra Wives) dans lequel jouent George Montgomery et Ann Rutherford. Cette première version d'At Last apparaît sous la forme d'un duo chanté par Ray Eberle (en) et Pat Friday (en) sur un accompagnement de Glenn Miller et son orchestre. Par ailleurs, un enregistrement de la chanson a été réalisé en 1941 pour une possible inclusion dans le film Sun Valley Serenade mais ne sera jamais publié.
La chanson est finalement enregistrée pour une diffusion commerciale à Chicago le 20 mai 1942 et sort chez RCA Victor Records sous le numéro de catalogue 27934. Selon le site web tsort.info, la chanson est un grand succès pour Miller puisqu'elle atteint la neuvième place dans les classements pop Billboard en 1942 et reste dans les classements pendant neuf semaines.
C'est néanmoins la reprise de la chanteuse de Rhythm and blues Etta James en 1960 qui achève d'en faire un standard. Il s'agit d'une interprétation réalisée à partir d'une improvisation de Riley Hampton sur la mélodie de Warren. La version de James est introduite au Grammy Hall of Fame en 1999.

## Version originale et reprises
La chanson est une des favorites de Warren et il lui arrivait de dessiner la mélodie des deux premières mesures de la chanson quand il signait un autographe.
La chanson devient la chanson phare de James et est la troisième chanson à succès de son premier album chez Chess Records, At Last!. En avril 1961, elle devient son second numéro deux R'n'B, est diffusée dans les radios pop et atteint la 47e place du Billboard Hot 100. Malgré sa position plutôt faible dans les classements pop, la chanson est bien connue et est encore régulièrement dans les stations de radios qui passent d'anciennes chansons.
Dans les décennies après sa sortie, elle est reprise par de nombreux artistes. La version de Etta James est peut-être la plus célèbre, et est connue pour être jouée lors de mariages et des réceptions de mariage à cause de ses paroles romantiques et une orchestration radicale.
Le 20 janvier 2009, le président des États-Unis Barack Obama et la première dame Michelle Obama dansent sur les différentes interprétations de la chanson à chacun des dix bals officiels qui honorent son investiture.
Le 13 août 2009, la candidate du Connecticut Katie Stevens a repris la chanson lors de son audition dans American Idol.

## Version de Christina Aguilera
Etta James est l'idole et une des influences majeures de la chanteuse Christina Aguilera, qui a repris plusieurs fois le classique At Last au cours de sa carrière. Lors d'une interview de 2006 au côté d'Etta James, Aguilera déclare : 

« Etta a toujours été ma chanteuse préférée. Je l'ai dit ces sept dernières années — depuis que mon premier album est sorti — dans chaque interview, chaque article, chaque question, face caméra ou non. Je veux dire, toutes les anciennes chansons d'Etta, tant de chansons que je pourrais nommer, j'ai grandi en les écoutant. Cette musique a toujours été une immense évasion pour moi, même depuis l'enfance. »

En outre, son album Back to Basics rend hommage à James et d'autres chanteurs classiques des années 1950.

## Version de Céline Dion
Singles de Céline Dion
Goodbye's (The Saddest Word)
(2002) I Drove All Night
(2003)
At Last est reprise par Céline Dion et incluse dans son album de 2002 A New Day Has Come. Sa version est produite par Humberto Gatica et Guy Roche et est sortie en single promotionnel aux États-Unis le 9 décembre 2002. Cependant, il n'y a pas de clip vidéo réalisé pour la chanson. Elle figure sur le dernier single sorti de l'album A New Day Has Come.
At Last a pris la 16e place du classement Billboard Hot Adult Contemporary Tracks.
Une version live de la chanson se trouve dans l'album A New Day : Live in Las Vegas de 2004 puisque Céline l'a chantée pendant quatre ans dans son spectacle A New Day... à Las Vegas.

## Version de Beyoncé
Singles de Beyoncé Knowles
Single Ladies (Put a Ring on It)
(2008) Diva
(2009)
At Last a également été reprise par Beyoncé Knowles. On la trouve enregistrée dans la bande originale du film Cadillac Records où Beyoncé joue Etta James. Elle l'a également chantée pour la première danse de Barack Obama avec sa femme Michelle lors du Neighborhood Ball pendant la soirée donnée en l'honneur de son investiture en tant que président des États-Unis au grand dam d'Etta James qui déclara au public d'un concert une semaine plus tard « cette femme...chantant ma chanson, elle fait qu'agiter frénétiquement ses fesses », et « Je ne supporte pas Beyoncé », même si elle devait ajouter plus tard au New York Daily News que ses commentaires « ne signifiaient pas grand chose ». L’événement a été retransmis en direct sur les réseaux de télévision câblées. À chacun des bals, la chanson de la danse des Obama reste At Last. La version de Beyoncé gagne le Grammy Award de la meilleure performance chantée de R'n'B traditionnel lors de la 52e cérémonie des Grammy Awards.

## Reprises

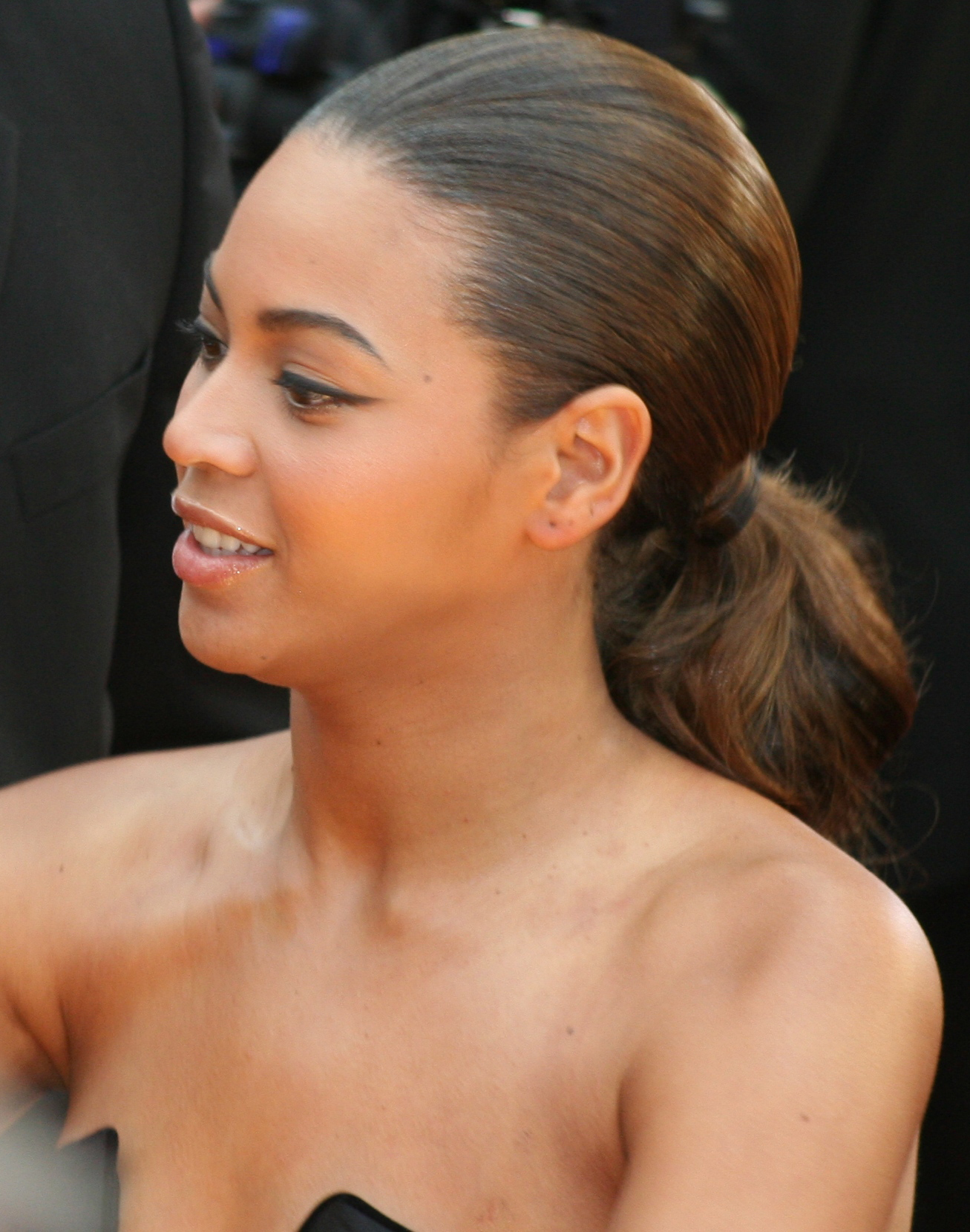
Beyoncé Knowles reprend la chanson pour la bande originale du film Cadillac Records.

| - Connie Haines (1942) - Ray Anthony (1952) - Miles Davis (1953) - Chet Baker (1953) - Nat King Cole (1957) - The Four Freshmen (1960) - Baby Face Willette (1961) - Ben E. King (1962) - Shirley Scott (1962) - Brenda Lee (1963) - Judy Garland (1964) - Mary Wells (mai 1964) - The Glenn Miller Orchestra avec Ray McKinley et Bobby Hackett (1965) - Doris Day (1965) - Baby Washington (1968) - Stevie Wonder avec James Jamerson à la basse (1969) - Laura Lee (juin 1972) - Randy Crawford (1977) - The Fatback Band (1978) - Ella Fitzgerald (1983) - Phoebe Snow (1991) - Diane Schuur et B.B. King (1994) - Stevie Nicks (1999) | - Joni Mitchell (2000) - Eva Cassidy (2000) - Christina Aguilera (2000-2012) - Céline Dion (2002) - Mary Coughlan (2002) - Julia DeMato (2003) - Cyndi Lauper (2003) - Michael Bolton (2004) - Kenny G avec Arturo Sandoval (2005) - Michael Feinstein et George Shearing (2005) - Aubrey O'Day (2005) (Reprise en live) - Raul Malo (2006) - Aretha Franklin (2007) - Wynonna Judd (2007; uniquement en concert) - Ima (2007) - Beyoncé (2008) - Liza Minnelli (2010) - Brandy (2010) - Paloma Faith (2010) - Jason Mraz (2014) - Luke Evans (2019) - Allie Sherlock (2020) |

## Classements
| Artiste         | Classement (1961)                       | Meilleure position |
| --------------- | --------------------------------------- | ------------------ |
| Etta James      | Billboard Hot 100                       | 47                 |
| Etta James      | Billboard Hot R&B Sides                 | 1                  |
| Etta James      | Royaume-Uni (en 2010)                   | 69                 |
| Artiste         | Classement (2003)                       | Meilleure position |
| Céline Dion     | Billboard Hot Adult Contemporary Tracks | 16                 |
| Artiste         | Classement (2008)                       | Meilleure position |
| Beyoncé Knowles | Billboard Hot 100                       | 67                 |
| Beyoncé Knowles | Billboard Hot R&B/Hip-Hop Songs         | 79                 |
| Beyoncé Knowles | Billboard Jazz Songs                    | 9                  |

## Dans la culture
Sauf indication contraire, les informations mentionnées dans cette section peuvent être confirmées par la base de données cinématographiques IMDb,  présente dans la section « Liens externes ».

### Télévision
- [Quand ?]La version d'Etta James de la chanson est présente dans un épisode[Quand ?][Lequel ?] de Un toit pour trois.
- 2003 : Un bref extrait de la chanson par Etta James est entendue dans l'épisode Les Muscles de Marge de la série télévisée Les Simpson quand Marge détache le jukebox du mur dans la Taverne de Moe.
- 2004 : Dans la dernière scène du dernier épisode (lui aussi intitulé At Last) de la sitcom Les Parker, Kim Parker (Countess Vaughn (en)) chante la chanson après le mariage de sa mère Nikki Parker (Mo'Nique) et de l'amoureux de longue date de Nikki, le professeur Stanley Oglevee (Dorien Wilson (en)).
- Dans la saison 2009 de The X Factor, Stacey Solomon interprète la chanson lors de la semaine Diva[Quand ?][Laquelle ?][précision nécessaire].
- En 2010[Quand ?][précision nécessaire], Alice Tan Ridley (en)chante la chanson pour son audition dans America's Got Talent.
- Barry Kripke chante la chanson au mariage d'Amy et Sheldon dans le dernier épisode de la saison 11 de la série the big bang theory.

### Cinéma
- 1988 : La version d'Etta James apparaît dans une scène de danse du film Rain Man de Barry Levinson
- 1998 : La version d'Etta James apparaît dans la scène décisive de Pleasantville.
- 2006 : On entend brièvement la chanson dans Inland Empire de David Lynch.
- 2008 : La version d'Etta James est utilisée dans la bande-annonce du film WALL-E.
- 2009 : Kévin Michael chante une reprise de la chanson durant la scène de mariage de (500) jours ensemble.
- Fin 2016, on la retrouve dans la bande originale du film A fond de Nicolas Benamou.
- 2017 : La version d'Etta James est utilisée dans la bande-annonce du film Un beau soleil intérieur.
- 2019-2020 : La version d'Etta James est utilisé dans la scène de mariage de Ian et MIckey Shameless

### Autres
- La chanson est utilisée dans l'émission d'après-match du Game 4 sur la FOX lors de la série mondiale 2004 quand les Boston Red Sox mettent fin à une période de 86 ans sans victoire du championnat[réf. nécessaire].   Dans de nombreux bals d'investiture du président Barack Obama le 20 janvier 2009, la première danse du président et de la première dame était At Last qui était chantée en direct par Beyoncé Knowles[réf. nécessaire].